# クリストファー・デジョセフ

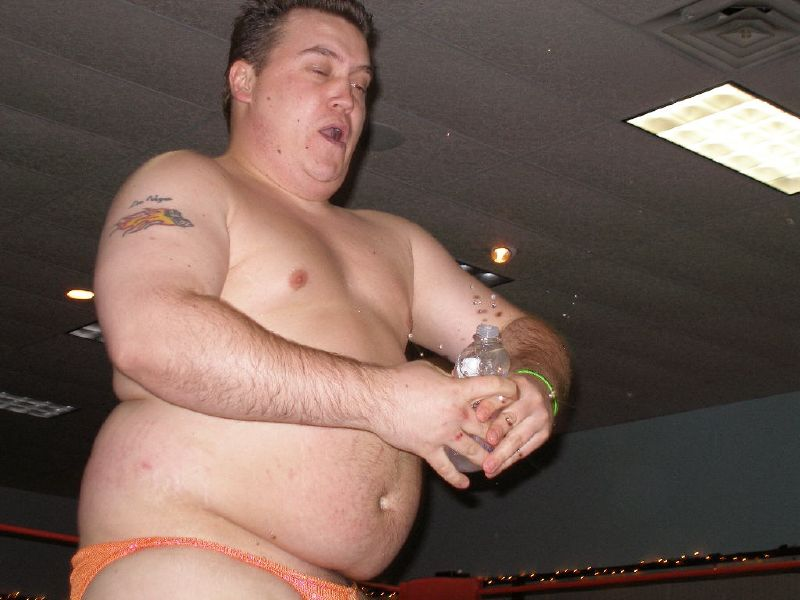
ビック・ディック・ジョンソン

クリストファー・デジョセフ（Christopher DeJoseph、1980年 - ）は、アメリカ合衆国のプロレス団体WWEのライター。太ったストリッパーのビック・ディック・ジョンソン（Big Dick Johnson）として、スマックダウン、RAW、ECWに登場したが、2010年11月にリリースが発表された。
| スタブアイコン | サブスタブ | この項目は、まだ閲覧者の調べものの参照としては役立たない、スポーツ関係者に関連した書きかけの項目です。この項目を加筆・訂正などしてくださる協力者を求めています（P:スポーツ/PJ:スポーツ人物伝）。 |